# Synallaxe à tête brune
Leptasthenura fuliginiceps
Espèce
Synonymes
- Synallaxis fuliginiceps
D'Orbigny & Lafresnaye, 1837 (protonyme)

Statut de conservation UICN

 LC  : Préoccupation mineure
Le Synallaxe à tête brune (Leptasthenura fuliginiceps) est une espèce de passereaux de la famille des Furnariidae.

## Répartition
Le Synallaxe à tête brune vit en Argentine et en Bolivie.